# Dähne Verlag
Der Dähne Verlag wurde im Jahr 1970 von Karl-Heinz und Antonia Dähne in Ettlingen gegründet. Seit dem Jahr 2000 wird das Familienunternehmen  in zweiter Generation  vom Verleger Marc Dähne geleitet.

## Geschichte
1970 gaben die Gründer als Zwei-Personen-Unternehmen erstmals den Dähne Informationsdienst für die Food/Non-Food-Branche, heute das diy Fachmagazin, heraus. 1983 wurde die Fachzeitschrift pet Zoo-Report (heute: pet Fachmagazin) übernommen, welches heute das führende Branchenmagazin der Heimtierbedarfsbranche darstellt.
Der Verlag ist in den Branchen und Fachgebieten Baumarkt, Garten, Holz, Heimtier sowie Aquaristik, Terraristik, und Gartenteich tätig.
Das Verlagsprogramm umfasst rund ein Dutzend Fach- und Publikumszeitschriften, zahlreiche Internet-Portale und weitere Publikationen, darunter Handels- und Adressverzeichnisse, Einkaufsführer, Handelsstatistiken sowie ein breites Buchprogramm aus den Bereichen Aquaristik, Terraristik und Gartenteich.
Der Verlag ist Mitglied im Verband Deutscher Zeitschriftenverleger (VDZ) und dessen größtem Landesverband, dem Süddeutschen Zeitschriftenverlegerverband (SZV). 